# Lykomedes (König von Skyros)

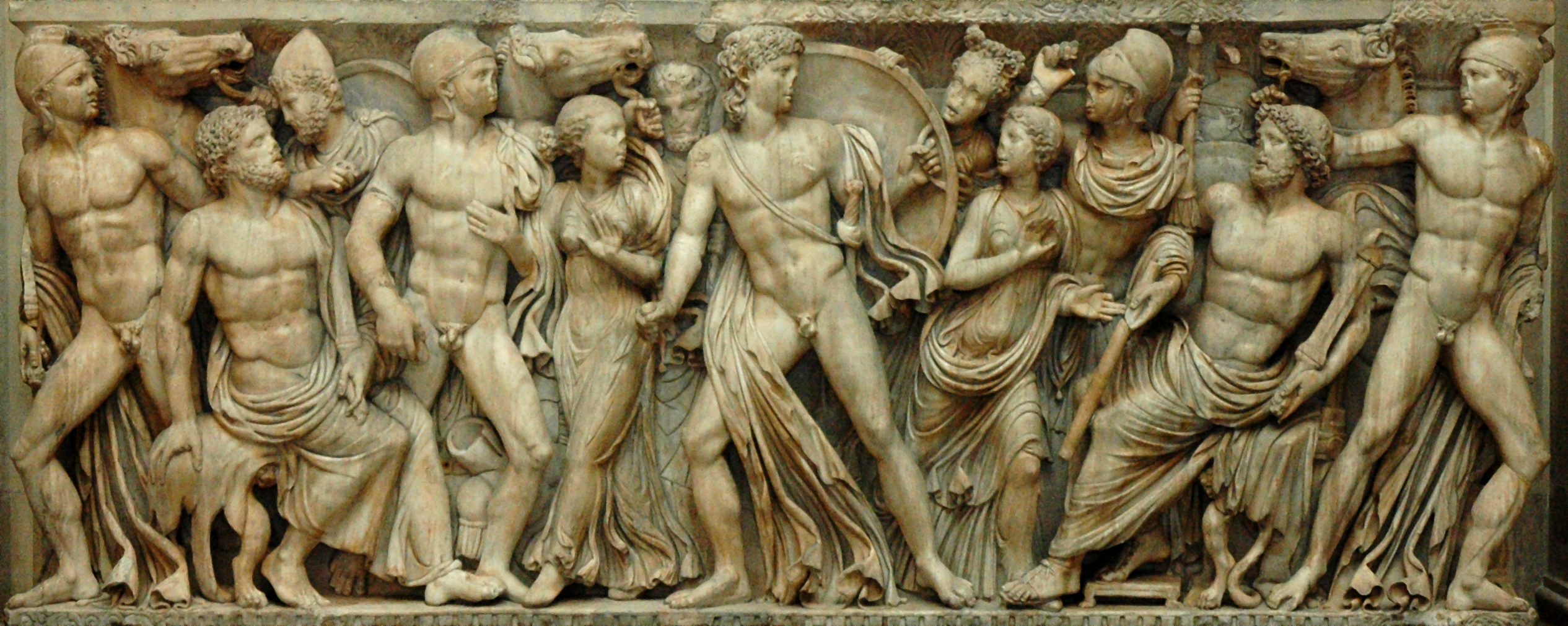
Achilleus bei den Töchtern des Lykomedes auf einem römischen Sarkophag, ca. 240 n. Chr.

Lykomedes (altgriechisch Λυκομήδης Lykomḗdēs, lateinisch Lycomedes) ist in der griechischen Mythologie König von Skyros und Mörder des Theseus.
Unter seinen Töchtern wuchs Achilleus auf. Thetis hatte Lykomedes gebeten, Achilleus, als Mädchen getarnt, unter seinen Töchtern aufzuziehen. Achilleus zeugte mit einer der Töchter, Deidameia, den Neoptolemos.
Lykomedes stürzte den Theseus von einer Klippe, als er ihm die Ländereien zeigte, die er ihm versprochen hatte, obwohl sie sich nicht mehr in seinem Besitz befanden.